# Brandwaffe
Eine Brandwaffe ist eine Waffe, die in erster Linie den Zweck hat, Materialien oder Objekte durch die Wirkung von Flammen, Hitze oder deren Kombination in Brand zu setzen oder Personen Brandwunden zuzufügen. Brandwaffen nutzen Brandkampfstoffe als das eigentliche Brandmittel.
Der Einsatz vieler solcher Brandwaffen in militärischen Konflikten ist durch das internationale Übereinkommen über das Verbot oder die Beschränkung des Einsatzes bestimmter konventioneller Waffen, die übermäßige Leiden verursachen oder unterschiedslos wirken können reglementiert.